# ویکتور بون
ویکتور بون (انگلیسی: Viktor Boone؛ زادهٔ ۲۵ ژانویهٔ ۱۹۹۸) بازیکن فوتبال اهل بلژیک است.